# Phrurotimpus chamberlini
Phrurotimpus chamberlini är en spindelart som beskrevs av Schenkel 1950. Phrurotimpus chamberlini ingår i släktet Phrurotimpus och familjen flinkspindlar. Inga underarter finns listade i Catalogue of Life.